# A Brutal Master
A Brutal Master è un cortometraggio muto del 1909 diretto da Lewin Fitzhamon.

## Trama
Il capo di una fabbrica rapisce la figlia del caposquadra. Un cane fiuta le tracce e conduce gli scioperanti dov'è tenuta la ragazza. Dopo averla salvata, gli operai bastonano il rapitore.

## Produzione
Il film fu prodotto dalla Hepworth.

## Distribuzione
Distribuito dalla Hepworth, il film - un cortometraggio di 244 metri - uscì nelle sale cinematografiche britanniche nel novembre 1909.
Si conoscono pochi dati del film che, prodotto dalla Hepworth, fu distrutto nel 1924 dallo stesso produttore, Cecil M. Hepworth. Fallito, in gravissime difficoltà finanziarie, il produttore pensò in questo modo di poter almeno recuperare il nitrato d'argento della pellicola.